# Serpent d’océan
Serpent d’océan (französisch für Schlange des Ozeans) ist ein Werk des Künstlers Huang Yong Ping. Es stellt ein langes Seeschlangenskelett dar und ist in der Gezeitenzone von Saint-Brevin-les-Pins, Département Loire-Atlantique, Frankreich, installiert.

## Beschreibung
Serpent d’océan ist eine monumentale Skulptur aus Aluminium mit einer Gesamtlänge von 130 m. Sie stellt das Skelett einer riesigen imaginären Seeschlange dar, die sich aus dem Wasser schlängelt, und das dem Land zugewandt in einem offenen Maul endet.
Das Werk steht in der Gezeitenzone auf dem Gebiet der Gemeinde Saint-Brevin-les-Pins im französischen Département Loire-Atlantique, wo die Loire in den Atlantik mündet. Der Schwanz der Schlange befindet sich an der Ebbe-Grenze, ihr Kopf an der Flut-Grenze; die Skulptur wird daher bei jeder Flut bedeckt und bei Ebbe wieder freigelegt. Bei Niedrigwasser ist es möglich, sie zu umrunden, bei Hochwasser ragen jedoch nur der Kopf und die Oberseite der Wirbel hervor. Die Skulptur soll nach und nach von Vegetation und Meeresfauna bevölkert werden.

## Geschichte
Das Werk wurde im Rahmen des Estuaire-Festivals 2012 errichtet und von der Europäischen Union über den Europäischen Fonds für regionale Entwicklung kofinanziert. Am 20. Juni 2012 wurde es eingeweiht.

## Der Künstler
Huang Yong Ping war ein zeitgenössischer Künstler und ein prominentes Mitglied der chinesischen Avantgarde-Bewegung der 1980er Jahre. Geboren 1954 in Xiamen, Volksrepublik China, lebte er ab 1989 in Frankreich, wo er 2019 starb. Im Jahr 2016 fertigte Yong Ping im Rahmen der Monumenta-Serie im Grand Palais in Paris eine noch größere Schlange mit einer Länge von 240 Metern. Eines seiner letzten Projekte war Rainbow Snake: Mit diesem Entwurf eines 320 Meter langen Pythonskeletts gewann der Künstler den Wettbewerb zur Gestaltung der Station Haga in Göteborg, in die Umsetzung kam das Werk erst nach Huang Yong Pings Tod.
Koordinaten: 47° 16′ 3,9″ N, 2° 10′ 14,4″ W